# Les sous-doués en vacances
Les sous-doués en vacances è un film del 1982 diretto da Claude Zidi.
Si tratta del sequel del film I sottodotati (Les sous-doués), diretto dallo stesso regista Claude Zidi e uscito nel 1980.